# Kreitzerisen
Der Kreitzerisen ist ein 13 km Gletscher im ostantarktischen Königin-Maud-Land. Er fließt im westlichen Teil des Gebirges Sør Rondane zwischen der Nunatakkergruppe Tertene und dem Bamsefjell in nördlicher Richtung.
Norwegische Kartografen kartierten ihn 1957 anhand von Luftaufnahmen, die bei der US-amerikanischen Operation Highjump (1946–1947) entstanden waren. Namensgeber ist William Rutherford Kreitzer (1918–2007), Flugkommandant einer der drei Mannschaften, die bei der Operation Highjump Luftaufnahmen der Küste zwischen 14° und 164° östlicher Länge anfertigen.